# Municipa
Municipa is een titulair bisdom van de Katholieke Kerk.
Deze in Noord-Afrika gelegen stad was de zetel van een Romeins diocees dat bij de Islamitische verovering in de 7e eeuw ten onder ging. Het lag in de Romeinse provincie Numidië.
| Titulairbisschoppen van Municipa |                                     |                                                  |                  |                  |
| Nr.                              | Naam                                | Ambt                                             | van              | tot              |
| 1                                | Cirilo Polidoro Van Vlierberghe OFM | Prelaat van Illapel (Chili)                      | 27 juni 1966     | 17 november 1977 |
| 2                                | George Otto Wirz                    | Wijbisschop in Madison (USA)                     | 10 december 1977 | 23 november 2010 |
| 3                                | Leon Lemmens                        | Hulpbisschop in het aartsbisdom Mechelen-Brussel | 22 februari 2011 | 2 juni 2017      |